# Associazione Sportiva Noicattaro Calcio 2009-2010
Questa voce raccoglie le informazioni riguardanti   l'Associazione Sportiva Noicattaro Calcio nelle competizioni ufficiali della stagione 2009-2010.

## Rosa
| N. |                   | Ruolo | Calciatore          |
| -- | ----------------- | ----- | ------------------- |
| -  | Italia (bandiera) | C     | Domenico Aliperta   |
| -  | Italia (bandiera) | C     | Danilo Colluto      |
| -  | Italia (bandiera) | C     | Danilo Coppola      |
| -  | Italia (bandiera) | A     | Ruggiero Di Lorenzo |
| -  | Italia (bandiera) | C     | Nicola De Santis    |
| -  | Italia (bandiera) | D     | Francesco Di Bari   |
| -  | Italia (bandiera) | A     | Claudio Doria       |
| -  | Italia (bandiera) | C     | Daniele Fiorentino  |
| -  | Italia (bandiera) | C     | Nicola Fumai        |
| -  | Italia (bandiera) | A     | Federico Giampaolo  |
| -  | Italia (bandiera) | C     | Vincenzo Ladogana   |
| -  | Italia (bandiera) | A     | Nicola Lanave       |
| -  | Italia (bandiera) | C     | Claudio Lanera      |
| -  | Italia (bandiera) | D     | Alessandro Libera   |

| N. |                   | Ruolo | Calciatore           |
| -- | ----------------- | ----- | -------------------- |
| -  | Italia (bandiera) | C     | Bartolo Lo Russo     |
| -  | Italia (bandiera) | D     | Benedetto Lo Russo   |
| -  | Italia (bandiera) | D     | Ivan Loseto          |
| -  | Italia (bandiera) | A     | Massimo Manca        |
| -  | Italia (bandiera) | A     | Nicolò Mastromarino  |
| -  | Italia (bandiera) | C     | Fabio Mazzone        |
| -  | Italia (bandiera) | P     | Francesco Musacco    |
| -  | Italia (bandiera) | A     | Marco Perrone        |
| -  | Italia (bandiera) | P     | Paolo Petruzzelli    |
| -  | Italia (bandiera) | C     | Luca Piano           |
| -  | Italia (bandiera) | A     | Piergiuseppe Salvati |
| -  | Italia (bandiera) | C     | Carlo Sassarini      |
| -  | Italia (bandiera) | A     | Nicola Strambelli    |
| -  | Italia (bandiera) | C     | Pietro Zotti         |